# Balázs Megyeri
Balázs Attila Megyeri (* 31. März 1990 in Budapest) ist ein ungarischer Fußballtorwart, der aktuell beim Debreceni Vasutas SC unter Vertrag steht.

## Karriere
Der 1,88 Meter große Schlussmann begann seine Karriere 2005 bei Ferencváros Budapest. Nach nur kurzem Gastspiel bei Bristol City (Saison 2007/08) kehrte er nach Budapest zurück. Im Sommer 2009 geriet Balázs Megyeri ins Visier von Hertha BSC, wechselte aber schließlich nicht. Im Sommer 2010 unterzeichnete er einen Dreijahresvertrag beim griechischen Serienmeister Olympiakos Piräus. Die Ablösesumme betrug 300.000 Euro. Balázs Megyeri stand am 14. Dezember 2010 im „Spiel gegen Armut“ erstmals im Tor von Olympiakos Piräus. Sein Ligadebüt feierte er am 3. April 2011 gegen den AO Kavala. Piräus gewann mit 3:1. Insgesamt kam Megyeri zu drei Einsätzen. Megyeri war, hinter dem argentinischen Stammkeeper Franco Costanzo, die Nummer zwei bei Olympiakos Piräus. Am 1. November 2011 feierte der Keeper sein Champions-League-Debüt im Spiel gegen Borussia Dortmund. Dortmund gewann vor heimischer Kulisse mit 1:0.
Nach fünf erfolgreichen Jahren, fünf Meisterschaften und drei Pokalsiegen, verließ Megyeri den griechischen Rekordmeister zum Saisonende 2014/15 und schloss sich dem spanischen Erstligisten FC Getafe an. In der Saison 2015/16, in der er mit Getafe in die Segunda División abstieg, kam er zu keinem Ligaeinsatz.
Zur Saison 2016/17 wechselte er zum deutschen Zweitligisten SpVgg Greuther Fürth, bei dem er einen Zweijahresvertrag erhielt. Sein Vertrag in Fürth wurde nicht verlängert. Nach Stationen in Athen, Izmir und Limassol kehrte er im Sommer 2022 in seine Heimat Ungarn zurück und unterschrieb bei Debreceni Vasutas SC.

## Erfolge

### Verein
- Griechischer Meister: 2010/11, 2011/12, 2012/13, 2013/14, 2014/15
- Griechischer Pokalsieger: 2011/12, 2012/13, 2014/15

### Nationalmannschaft
- U-20-Fußball-Weltmeisterschaft 2009 in Ägypten: 3. Platz